# Intelligence artificielle quantique

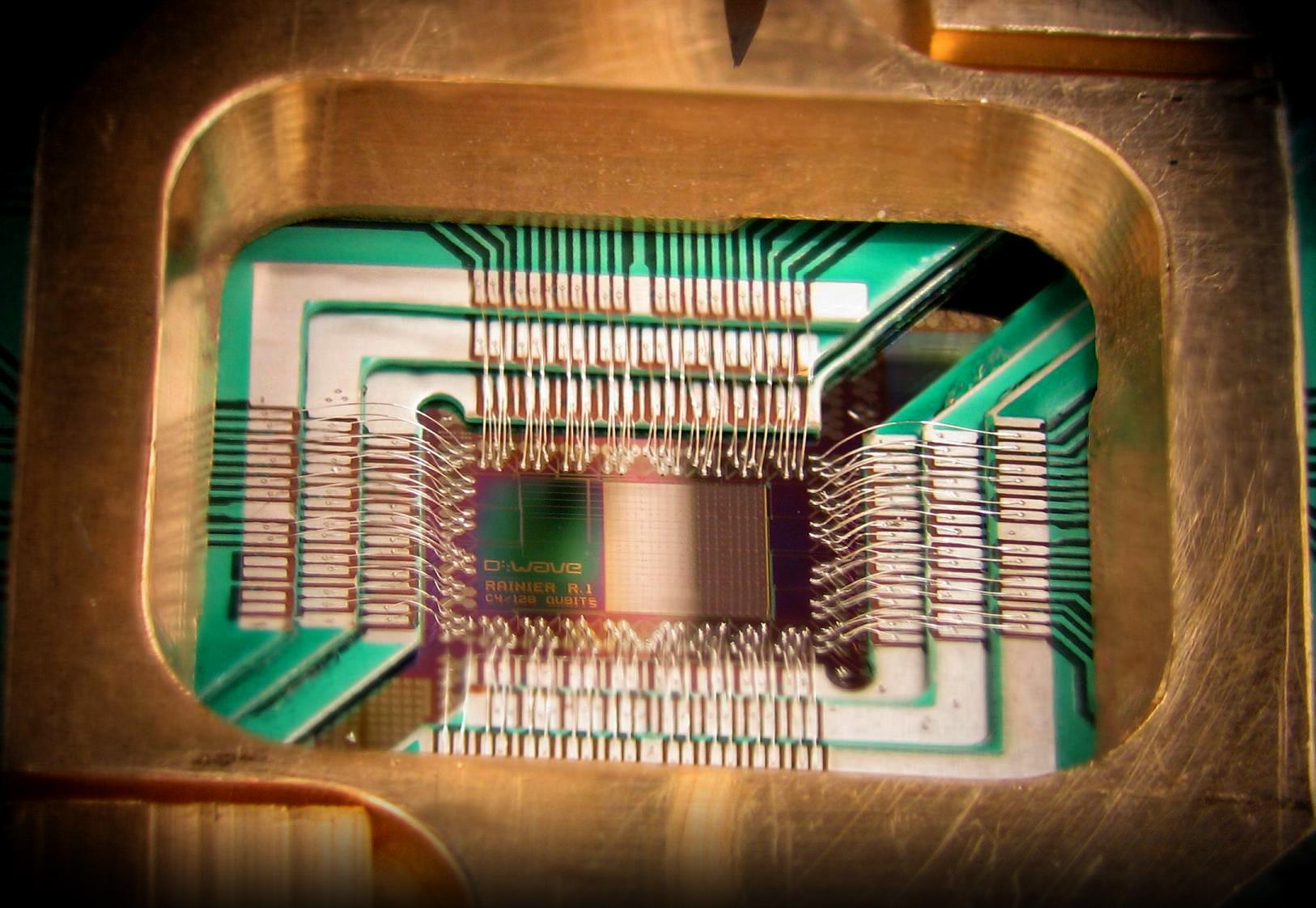
Puce D-Wave 128, de D-Wave Systems Inc. fonctionnant comme processeur d'optimisation quantique adiabatique supraconducteur de 128 qubits (ici, montée dans un porte-échantillon), annoncée et commercialisée en mai 2011. Depuis, l'entreprise a produit D-Wave Advantage, une puce à plus de 5000 qubits et à connectivité accrue, et prépare d'autres modèles,.

L'intelligence artificielle quantique (IA quantique) est un domaine de recherche émergent et interdisciplinaire qui vise à exploiter les propriétés uniques de la physique quantique (dont la superposition quantique et l'intrication quantique) pour résoudre des problèmes complexes inaccessibles aux IA classiques, via des ordinateurs quantiques exécutant de nouveaux types d'algorithmes.

## Différences avec les algorithmes classiques
Alors que les algorithmes classiques reposent sur des bits (unités d'information pouvant être dans un état 0 ou 1), les algorithmes quantiques utilisent des qubits qui, grâce à la superposition quantique peuvent représenter simultanément 0, 1, ou une combinaison des deux. Cette capacité, combinée à l'intrication quantique (où les qubits sont corrélés indépendamment de la distance), permet à l'informatique quantique d'atteindre l'avantage quantique pour traiter un volume d'informations exponentiellement plus grand et explorer des espaces de solutions bien plus vastes que via l'informatique classique. Cette différence permet théoriquement un bond extrême de complexité algorithmique, susceptible de révolutionner l'optimisation mathématique, la simulation numérique (simulation quantique) et l'apprentissage automatique, au profit d'une efficacité radicalement démultipliée par exemple pour la recherche dans des bases de données non structurées ou pour l'entraînement de modèles d'apprentissage profond.
L'algorithmique quantique demande une compréhension approfondie de la mécanique quantique, des probabilités et de l'algèbre linéaire ;  les algorithmes quantiques sont extrêmement sensibles aux interactions avec l'environnement, source de décohérence et d'erreurs, d'où l'importance de la recherche sur la correction d'erreurs quantiques, qui vise à rendre les ordinateurs quantiques tolérants aux erreurs. Il ne s'agit pas simplement de traduire des algorithmes classiques en langage quantique, mais de repenser entièrement les approches de résolution de problèmes.

## Historique
Les racines de l'informatique quantique remontent aux premières réflexions de pionniers comme Richard Feynman et David Deutsch qui ont conceptualisé le potentiel des machines quantiques dans les années 1980.
Le début des années 2010 voit la construction de processeurs quantiques et le développement d'outils logiciels facilitant l'expérimentation d'algorithmes d'apprentissage quantique.

## État de l'art et avancées
Au début des années 2020, la recherche explore des algorithmes hybrides (c'est à dire où des parties de calcul sont faites sur des processeurs quantiques, et d'autres sur des ordinateurs classiques). Elle s'oriente aussi vers des algorithmes d'apprentissage automatique quantique (ou QML pour Quantum Machine Learning) adaptés aux réseaux de neurones de systèmes quantiques (QNN) ; ce sont notamment des algorithmes variationnels quantiques (dénomination souvent abrégée en AVQ ou VQA pour Variational Quantum Algorithms), réputés prometteurs, dits « NISQ » (Noisy Intermediate-Scale Quantum), conçus pour mieux résister au bruit quantique et à l'erreur quantique.
Ces algorithmes sont d'abord testés sur des machines à quelques dizaines ou centaines de qubits, dites machines NISQ, des machines pas encore « tolérantes aux fautes », mais qui permettent d'expérimenter des applications potentielles (par exemple en chimie quantique, en science des matériaux ou en modélisation financière), sur des plateformes matérielles variées, incluant les qubits supraconducteurs (comme ceux d'IBM et Google), les ordinateurs quantiques à ions piégés (comme par IonQ ou Quantinuum (en)) ou l'ordinateur quantique à photons (à qubits photoniques).

### Acteurs clés et initiatives
En raison des coûts et de la complexité de l'informatique quantique, ce domaine est encore réservé à quelques géants technologiques, start-ups innovantes, et institutions de recherche.
- Aux États-Unis, ce sont IBM et Google, avec leurs plateformes de cloud quantique (IBM Quantum Platform (en), Google Quantum AI) et leurs recherches connexes sur les processeurs supraconducteurs[8]. Microsoft développe de son côté Microsoft Azure Quantum (en), et a misé sur les qubits topologiques (qui, en encodant l'information quantique dans les propriétés intrinsèques de la matière plutôt que dans des particules individuelles, promettent une résilience au bruit et aux erreurs significativement accrue) pour construire des ordinateurs quantiques à priori plus stables et tolérants aux fautes[9], pendant que IonQ et Rigetti Computing (en) se positionnent sur des architectures spécifiques (ions piégés, supraconducteurs).
- En Europe et en France (où existe un Plan Quantique national), OVHcloud s'est associé à des experts du quantique pour proposer des services de calcul quantique via le cloud, en partenariat avec des technologies comme celles de Quandela (photonique) ou de Pasqal (à atomes neutres)[10]. L'Allemagne soutient massivement son programme Quantum Technologies, avec des acteurs comme le Forschungszentrum Jülich. Le Royaume-Uni soutient le UK National Quantum Technologies Programme, porté par ses centres de recherche d'excellence.
- En Chine, l'Académie chinoise des sciences et des entreprises comme Baidu et Tencent poussent la R&D en informatique quantique[11].

## Enjeux et perspectives

### Défis technologiques et limites
Dans les années 2020, l'informatique quantique fait encore face à des défis techniques majeurs : décohérence quantique, perte d'état quantique des qubits (due aux interactions avec l'environnement), qui limitent encore la stabilité et la fiabilité des puces et ordinateurs quantiques. Or, pour les algorithmes d'IA quantique, ces ordinateurs auront besoin de milliers, voire de millions de qubits, ce qui nécessite de nouvelles avancées en ingénierie quantique.
La correction d'erreurs quantiques est une discipline-clé pour fiabiliser ce type de calculs, mais elle exige une redondance de qubits qui rend la construction de machines tolérantes aux erreurs encore très difficile et coûteuse.

### Impacts énergétiques, climatiques, miniers et environnementaux
Les processeurs quantiques, notamment ceux basés sur des technologies supraconductrices, requièrent des systèmes de cryogénie ultra-froids (proches du zéro absolu), très énergivores ainsi que des matériaux rares et stratégiques, comme l'hélium liquide pour le refroidissement. Ils nécessitent également certaines terres rares ou des métaux précieux (notamment l'or), soulevant des préoccupations minières, écologiques, éthiques, géopolitiques et de chaîne d'approvisionnement. L'IA quantique peut plausiblement aider à trouver des solutions futures d'optimisation et de réduction de sa propre consommation énergétique, et de celle d'autres systèmes d'IA. Elle pourrait modéliser plus efficacement les phénomènes climatiques ou découvrir des matériaux plus durables, créant ainsi un potentiel bénéfice environnemental à long terme. Mais l'expérience a montré que pour chaque progrès technique, un effet rebond négatif est probable, notamment en termes de dégradation du climat, de consommation électrique et de sortie des limites planétaires.